# Vårå
Vårå (eller Vorå eller Våre) är en tidigare tätort i Karmøy kommun i Rogaland fylke i sydvästra Norge. Orten ligger vid Karmsundet, vid sidan av fylkesväg 547, på den östra sidan av ön Karmøy, norr om staden Kopervik. Här finns aluminiumsmältverket Hydro Aluminium Karmøy.
Sedan 2019 räknas orten inte längre som en tätort.
Tidigare har orten tillhört dåvarande Avaldsnes kommun.